# Midden-Saksisch voetbalkampioenschap 1919/20
In 1919/20 werd het vijftiende voetbalkampioenschap van Midden-Saksen gespeeld, dat georganiseerd werd door de Midden-Duitse voetbalbond. De competitie werd compleet hervormd. Om het aantal competities te beperken zette de Midden-Duitse voetbalbond een aantal competities samen onder zeven verschillende Kreisliga's. Echter betekende dit niet dat van elke competitie de beste teams geplaatst waren. Minder sterke competities werden ondergebracht in de tweede klasse. De nieuwe Kreisliga Mittelsachsen verenigde de voormalige competities van Midden-Saksen, Zuidwest-Saksen, het Ertsgebergte en het Opper-Ertsgebergte. In de praktijk werd dit jaar de competitie gespeeld met drie teams uit Chemnitz, de voormalige Zuidwest-Saksische clubs. Hiervoor bestond er dus ook al een Midden-Saksische competitie die nu in de tweede klasse werd ingedeeld als Noord-Saksische competitie. 
SC National Chemnitz werd kampioen en plaatste zich zo voor de Midden-Duitse eindronde. De club moest een kwalificatiewedstrijd spelen tegen Dresdner SV 06, die ze met 6-14 verloren. 

## Kreisliga
| Plaats | Club                 | Wed. | W | G | V | Saldo | Ptn. |
| ------ | -------------------- | ---- | - | - | - | ----- | ---- |
| 1.     | SC National Chemnitz | 4    | 2 | 1 | 1 | 9:9   | 5:3  |
| 2.     | Chemnitzer BC        | 4    | 2 | 0 | 2 | 14:7  | 4:4  |
| 3.     | SV Sturm Chemnitz    | 4    | 1 | 1 | 2 | 5:12  | 3:5  |

|  | Kampioen, geplaatst voor Midden-Duitse eindronde |